# هيروتو ساكاي
هيروتو ساكاي (باليابانية: 酒井大登) هو لاعب كرة قدم ياباني في مركز الوسط، ولد في 11 أغسطس 1989 في سايتاما في اليابان. لعب مع نادي أس بي كيوتو لكرة القدم.

## وصلات خارجية
- هيروتو ساكاي على موقع رابطة كرة القدم اليابانية للمحترفين (اليابانية)
- هيروتو ساكاي على موقع Soccerway.com (الإنجليزية)